# 紹爾德內什蒂區
紹爾德內什蒂區（羅馬尼亞語：Şoldăneşti）是摩爾多瓦東北部的一個區，東鄰烏克蘭，面積598.4平方公里，首府紹爾德內什蒂。2004年人口42,227人，當中大部分是摩爾多瓦人（95.6％），其次是烏克蘭人（2.5％）、俄羅斯人（0.9％）和羅馬尼亞人（0.7%）
。